# Seán Hayes (homme politique)
Seán Hayes, né à une date inconnue et décédé le 24 janvier 1928, est une personnalité politique irlandaise. 

## Biographie
Il est élu sous la bannière du Sinn Féin lors des élections générales britanniques de 1918 pour la circonscription de West Cork. Au même tire que tous les députés du Sinn Féin, il refuse alors de siéger à la Chambre des communes du Royaume-Uni à Londres.
Hayes fait partie des 27 Teachta Dála (député) qui participent à la première réunion du Dáil Éireann le 21 janvier 1919 à Mansion House. 
Il est réélu pour le comté de Cork. Il prend parti pour le traité anglo-irlandais de 1922.
Seán Hayes est membre de l'Irish Republican Army. Il est arrêté par les troupes britanniques lors d'un raid contre le bureau dublinois de l'organisation en novembre 1919. Il est emprisonné pour trois mois. Il est de nouveau arrêté en 1920 pendant la guerre d'indépendance.
Il ne se représente pas aux élections de 1923.
Seán Hayes est un éditeur de presse. Il est le propriétaire du Cork County Southern Star à Skibbereen. Il a eu douze enfants.